# Зорах против Клосона
Зорах против Клосона (англ. Zorach v. Clauson) 343 U.S. 306 (1952) — решение Верховного суда США, в котором рассматривалась законность практики предоставления учащимся государственных школ права покидать территорию учебного заведения во время занятий для участия в религиозных церемониях, в то время как остальные учащиеся обязаны были оставаться в классах.

### История дела
В Нью-Йорке действовала программа «времени освобождения», по которой с письменного разрешения родителей государственные школы могли отпускать с занятий учащихся для того, чтобы они могли принять участие в религиозном обучении или церковных обрядах. Сами эти обучение или обряды проходили за пределами школ, их бюджетное финансирование не предполагалось. Однако учащиеся, не принимающие участие в подобных мероприятиях, должны были оставаться в классах. Кроме того, религиозные организации сообщали администрациям школ данные об учениках, не посещавших религиозные занятия, в связи с которыми они были освобождены от светского обучения.
Некоторые родители сочли, что подобная практика нарушает конституционные права, предусмотренные Первой и Четырнадцатой поправками к Конституции США, касающиеся запрета на установление государственной религии. Решением Апелляционного суда штата Нью-Йорк эта практика была признана законной, в связи с чем истцы решили подать апелляцию в Верховный суд США.

### Позиции сторон
С точки зрения родителей, такая практика свидетельствовала о том, что государство оказывает поддержку программам религиозного обучения. Кроме того, отмечалось, что имеет место косвенное принуждение к участию в таких практиках, поскольку только в этом случае разрешается уходить из школы во время занятий.
Городские власти указывали, что участие в программе является добровольным и финансируется самими религиозными организациями, и поэтому не может быть расценено как установление государственной религии.

### Решение
Позиция большинства была озвучена судьёй Дугласом. Программа была признана соответствующей Конституции США. Хотя запрет на установление государственной религии предполагает отделение церкви от государства, это не означает, что государство и религиозные организации не могут сотрудничать между собой. Например, в здании парламента можно молиться, а церкви и другие места культа защищаются пожарной охраной и полицией. Государство вправе уважать религиозные чувства своих граждан, если при этом не отдаётся преимущества какой-либо одной религии. По словам Дугласа, приспособление общественных институтов к религиозным потребностям граждан входило в намерения Отцов-основателей США и отражает тот факт, что государство не должно быть враждебным религии.
В отличие от дела «МакКоллум против Отдела народного образования» (1948), в котором схожая программа, действовавшая в Иллинойсе, была объявлена неконституционной, для религиозного образования в Нью-Йорке не использовались классные комнаты общественных учебных заведений.
С возражениями выступили судьи Блэк, Джексон и Франкфуртер. По мнению Блэка, использование общественных классных комнат не было ключевым элементом дела «МакКоллум против Отдела народного образования». Им было то, что государственные органы манипулируют расписанием обязательных занятий, чтобы направить учащихся в сторону религиозного обучения. Блэк считал, что государство не должно использовать свою власть для того, чтобы помогать религиозным организациям получить возможность обучать молодёжь, а должно оставаться полностью нейтральным, не предоставлять преимущества каким-то религиозным объединениям и защищать истинную свободу вероисповедания.
Судья Джексон отметил, что подобная практика ущемляет права студентов-атеистов, поскольку освобождение от занятий предоставляется только при условии участия в церковных мероприятиях. Это косвенно приводит к нарушению положений Конституции о запрете государственной религии.

## Последствия и значение
Спорная программа была признана соответствующей Конституции США. Суд указал, что государство может формулировать законы, принимая во внимание религиозные воззрения и обряды. Это дело заложило основы для будущей позиции суда по поводу согласования интересов религиозных организаций и государства.